# Estação Opéra
Opéra é uma estação das linhas 3, 7 e 8 do Metrô de Paris, localizado no limite do quartier Gaillon do 2.º arrondissement e no quartier de la Chaussée-d'Antin no 9.º arrondissement de Paris.

## Localização
Ela está situada na extremidade noroeste da avenue de l'Opéra — um dos acessos localizado em frente à Ópera — em sua junção com o boulevard des Capucines, na parte ocidental, o que pode ser considerado como a de maior prestígio e mais turística, especialmente porque a densidade de lojas e hotéis de luxo, do eixo dos Grands Boulevards.

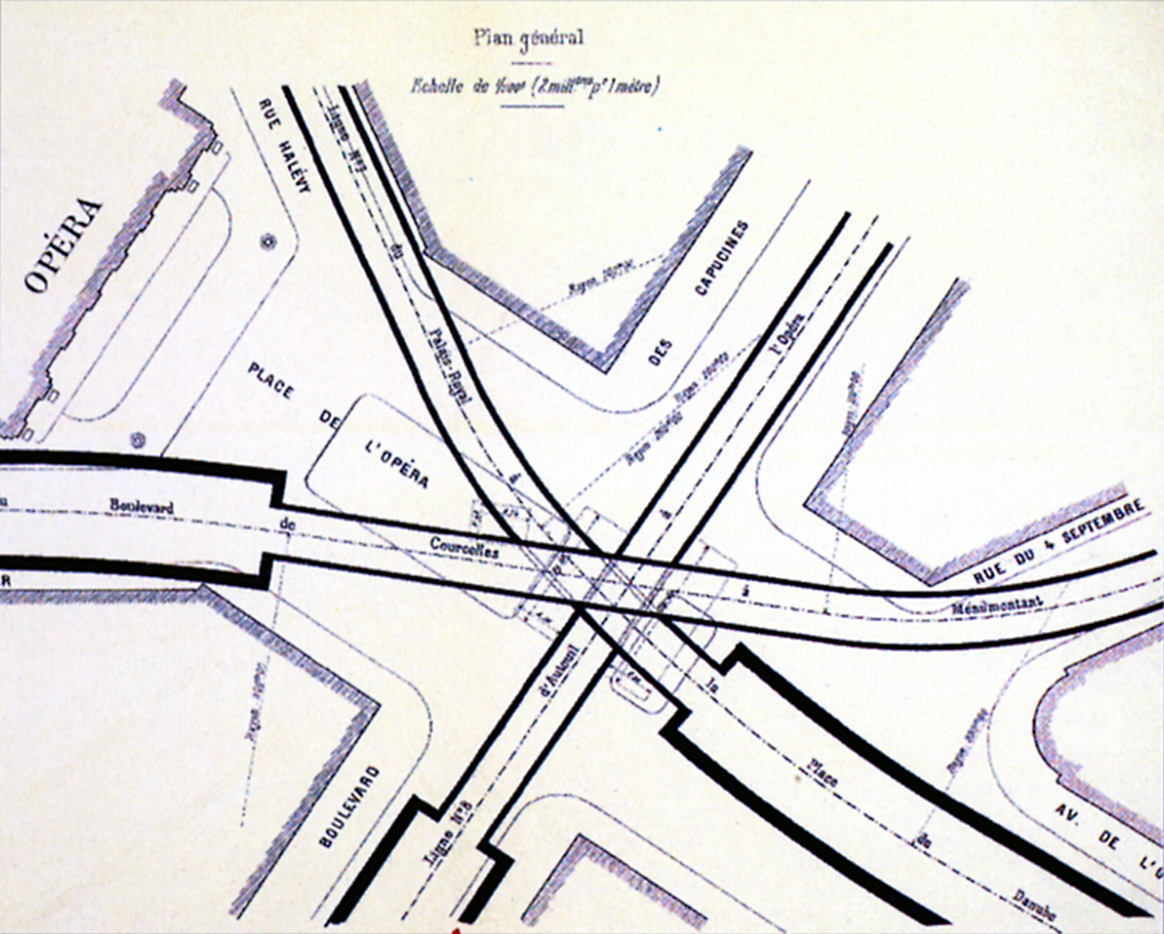
Mapa dos poços na place de l'Opéra

As três linhas em correspondência se sobrepunham em um único ponto que se chama um"poço".
A estação se comunica por passagens subterrâneas com a estação de Auber (linha A do RER) e, indiretamente, com a estação de Havre - Caumartin, depois a estação de Haussmann - Saint-Lazare (linha E de RER) e as estações Saint-Lazare e Saint-Augustin.

## História
Ela deve o seu nome à Ópera Garnier, construída pelo arquiteto Charles Garnier.

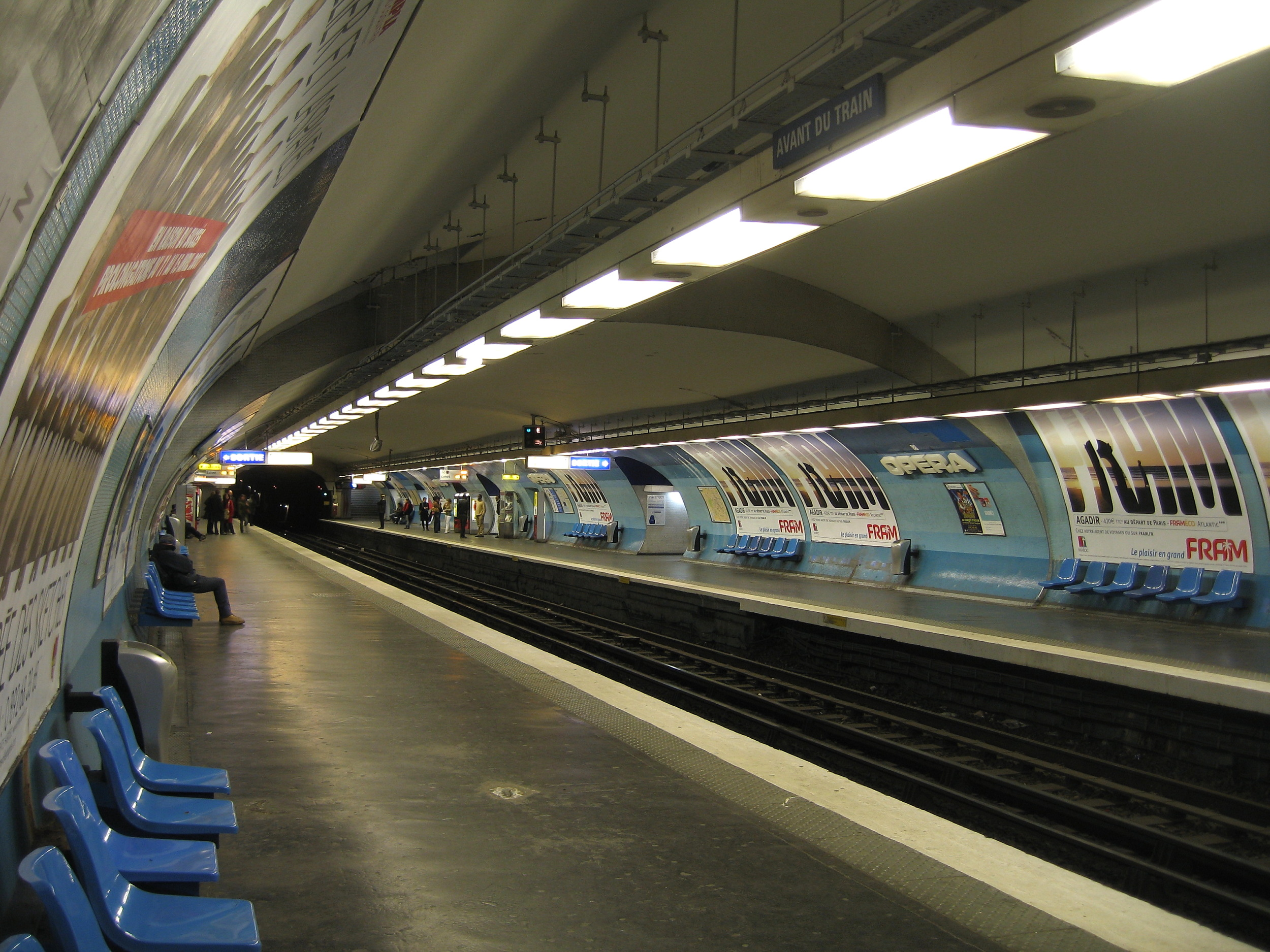
Plataformas da linha 8 em 2007. O teto azul escuro foi repintado de branco

No início da década de 1970 e até 2007, os aterros das linhas 7 e 8 foram decorados em um estilo único com três tons de azul (um tom escuro para os assentos e a abóbada, e os outros dois tons mais claros para as pequenas telhas das parede). As letras do nome da estação eram grandes e brancas e em relevo. Este estilo era chamado às vezes de "piscina". Além do fato de que o teto azul foi repintado de branco para uma melhor luminosidade, o estilo foi eliminado em 2007, por ocasião da operação de renovação do metrô na década de 2000
Em 2011, 12 389 715 passageiros entraram nesta estação. Ela viu entrar 12 269 711 passageiros em 2013, o que a classifica na 12ª posição das estações de metro por sua frequência.
Em 1 de abril de 2016, uma placa nominativa de duas das plataformas das três linhas foram substituídas pela RATP por uma em que está inscrito com "Apéro" ("Aperitivo"), para fazer um dia da mentira no tempo do dia, como doze outras estações.

## Serviços aos Passageiros

### Acessos

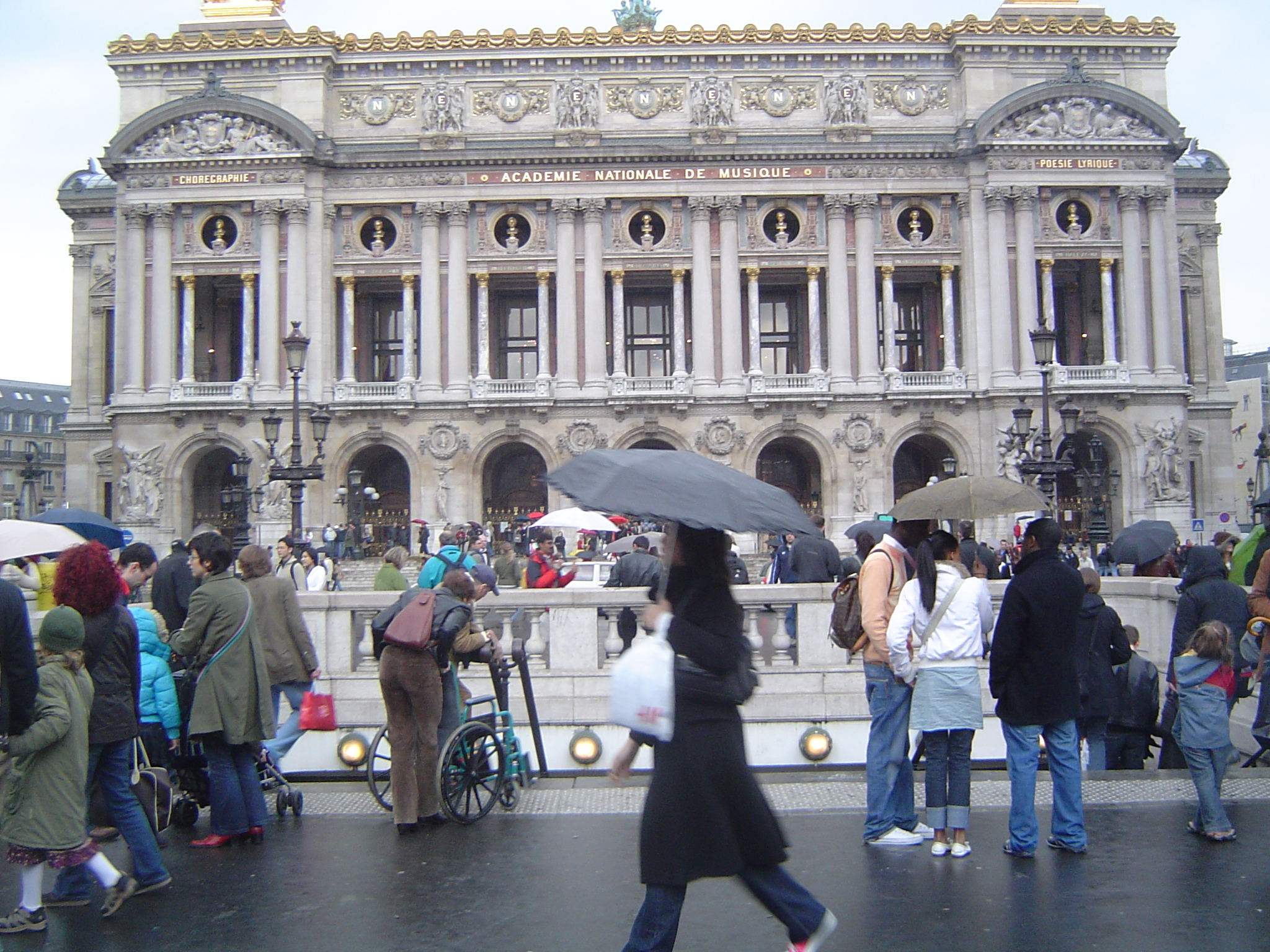
Entrada da estação place de l'Opéra.

A estação possui três acessos dos quais dois estão na place de l'Opéra e a place Charles-Garnier. Além disso, no n° 43 da avenue de l'Opéra há uma simples saída.

### Plataformas
As plataformas das três linhas são de configuração padrão: plataformas laterais, ao número de duas por linha, elas são separadas por duas vias do metrô, localizadas no centro. A abóbada é elíptica para as linhas 7 e 8. Para a linha 3, nivelada ao nível do solo, o teto é constituído de uma plataforma metálica, incluindo as vigas, de cor púrpura, são suportadas pelas paredes laterais verticais. Seus cais de são construídos no estilo de "Andreu-Motte" com uma rampa luminosa púrpura, bancos, tímpanos e pés-direitos equipados com grandes peças planas brancas e assentos "Motte" violetas. Por outro lado, as saídas dos corredores são da telhas chanfradas brancas normas. Os anúncios não têm um quadro e o nome da estação é na fonte Parisine em placas esmaltadas.
As plataformas das linhas 7 e 8 são dispostos da mesma feição: elas são decoradas no estilo usado para a maioria das estações de metro: a faixa de iluminação é branca e arredondada no estilo "Gaudin" da renovação do metrô de 2000, e as telhas em cerâmica branca chanfradas recobrindo os pés-direitos, os tímpanos e as saídas de corredores. A abóbada é revestida e pintada em branco. Os quadros publicitários são em cerâmica branca e o nome da estação é em fonte Parisine em placas esmaltadas. Os bancos são do estilo "Akiko" de cor verde para a linha 7 e de cor laranja para a linha 8. No contexto do tratamento de importantes infiltrações, a faixa de iluminação da linha 7 é depositada.

## Pontos turísticos
- Ópera Garnier

## Galeria de fotografias

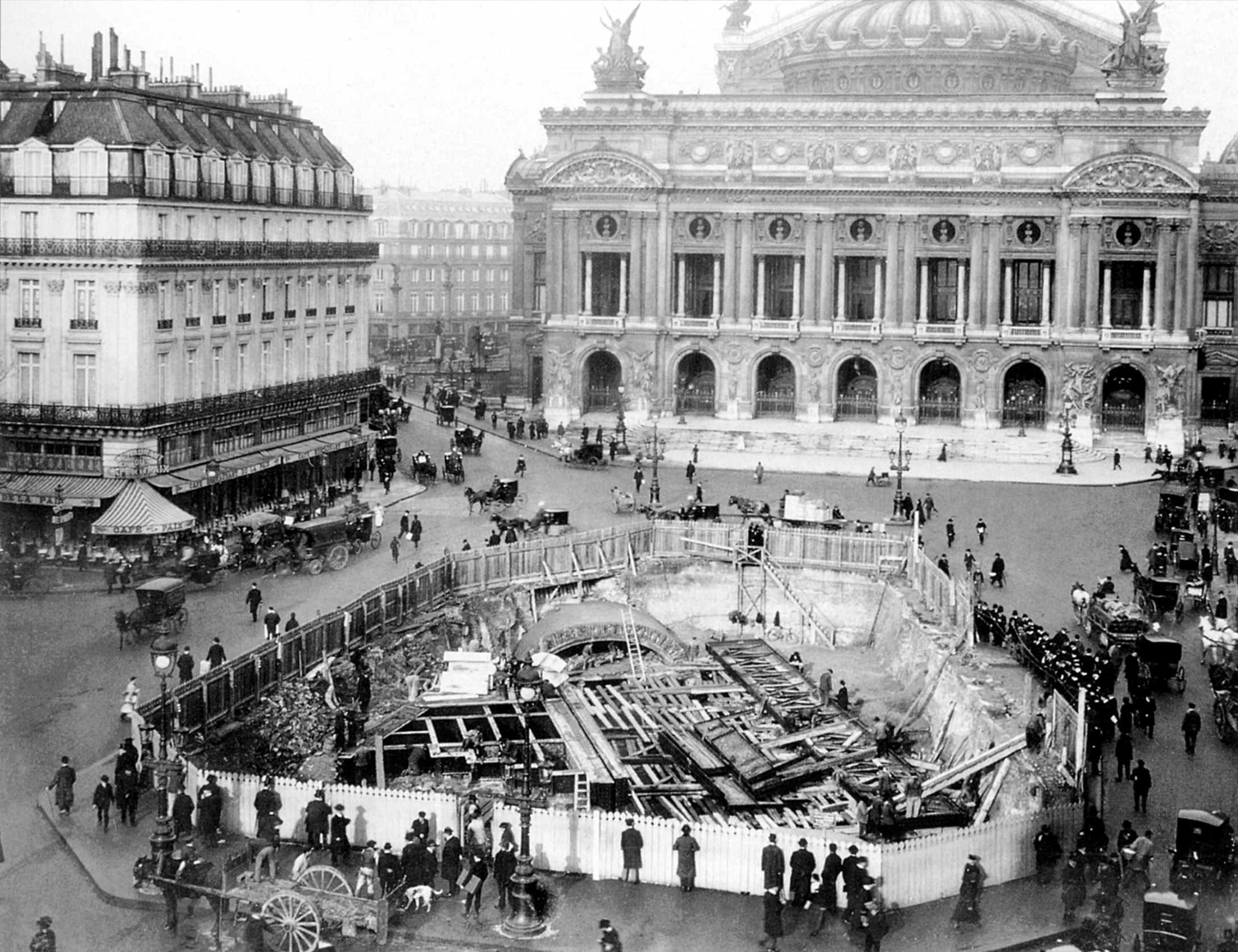
Obras de sobreposição de linhas de metrô, por volta de 1900.
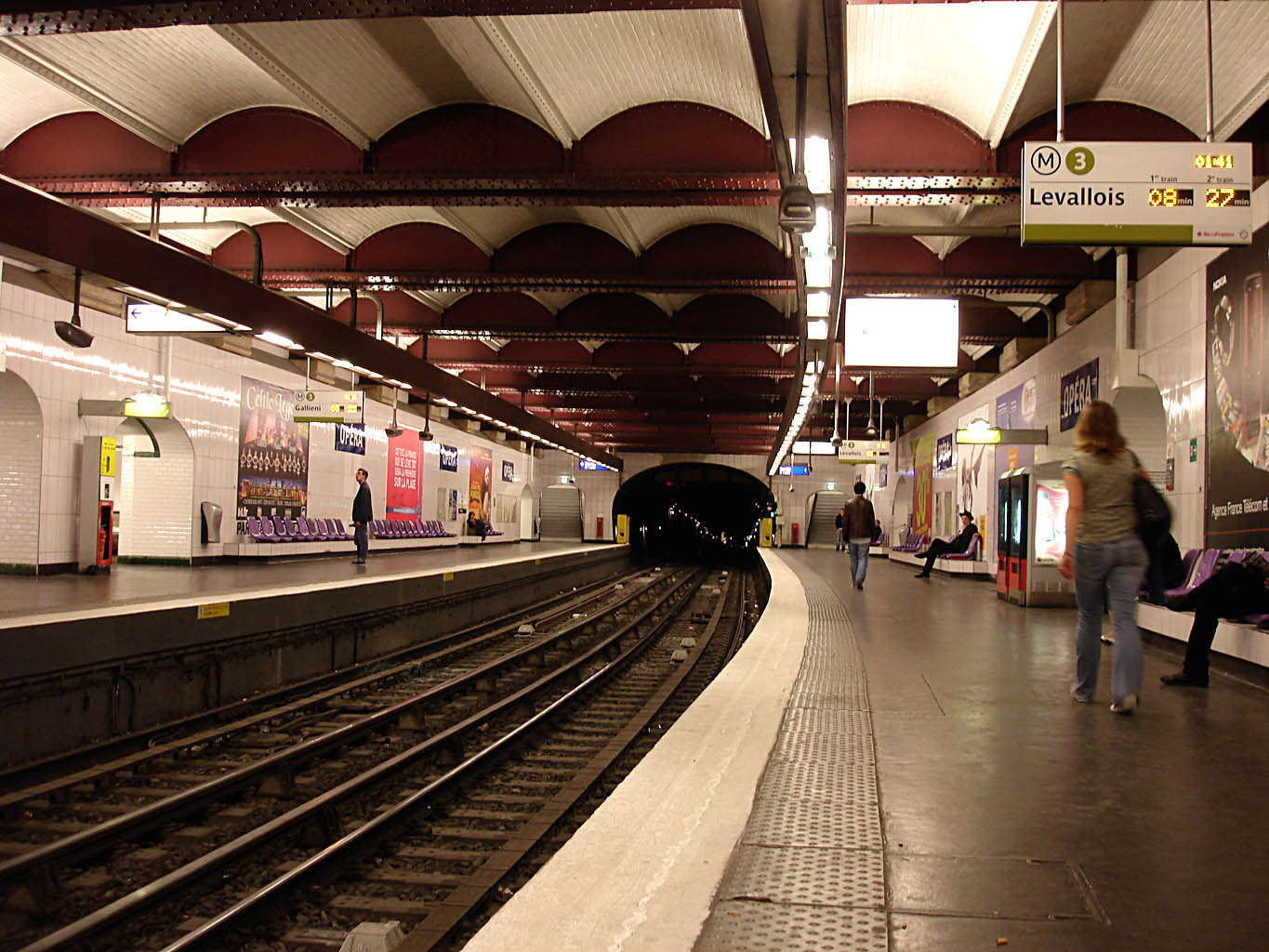
Plataformas da linha 3.
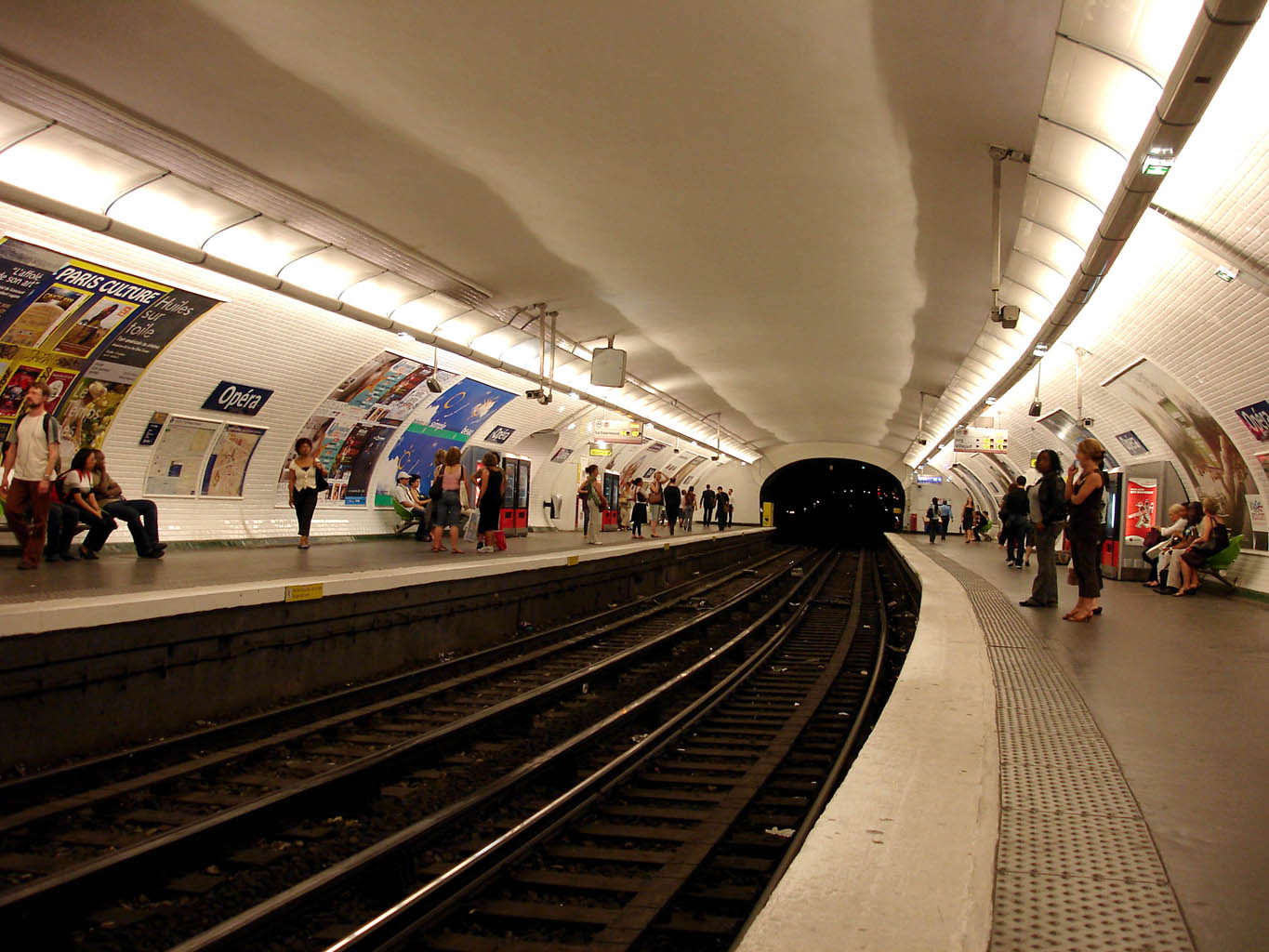
Plataformas da linha 7.
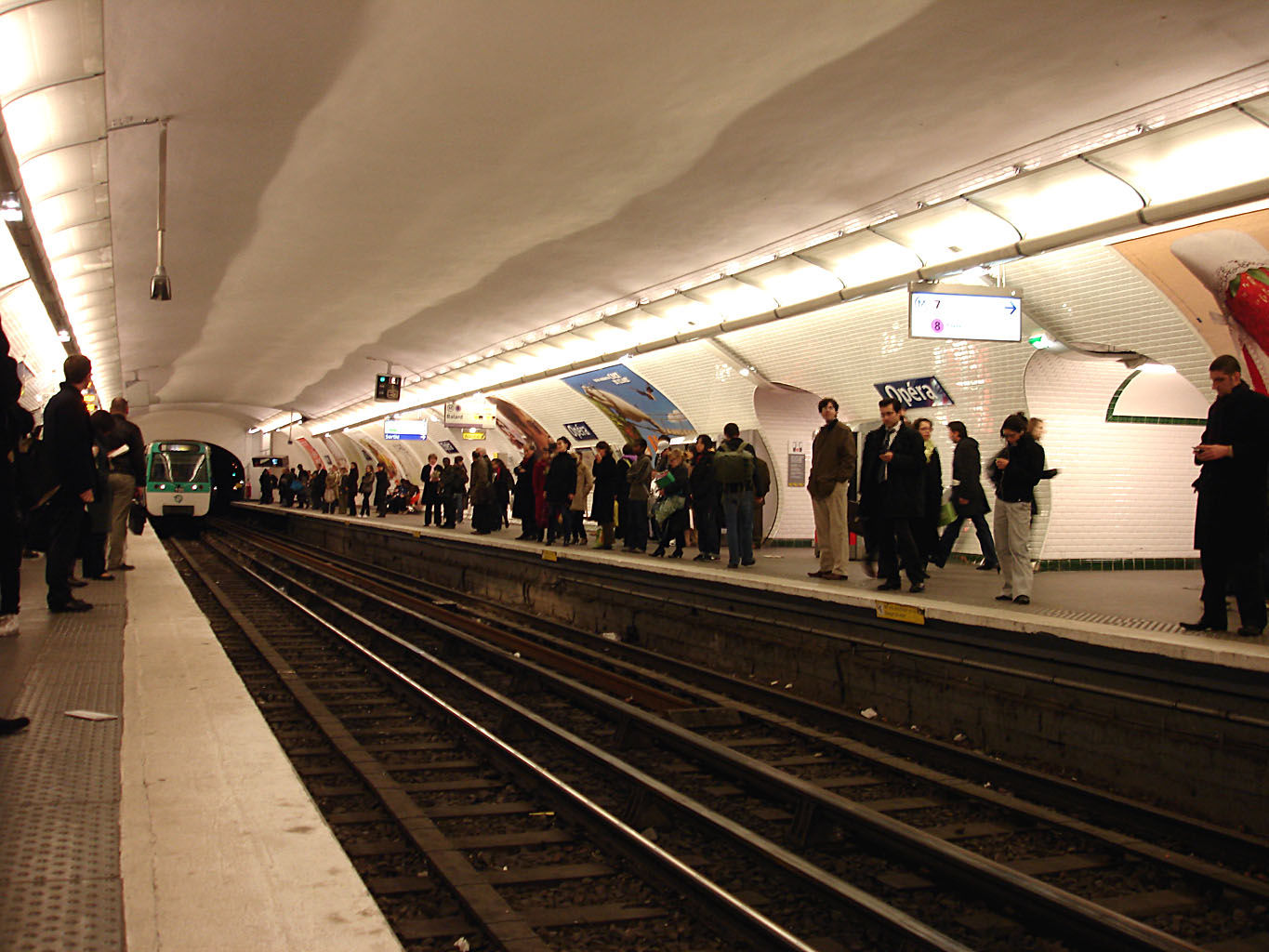
Plataformas da linha 8.